# توماس بوهر
توماس بوهر (انگلیسی: Thomas Bohrer؛ زادهٔ august ۶, ۱۹۶۳ (۶۱ سال)) ورزشکار روئینگ اهل ایالات متحده آمریکا است.
وی در مسابقات کشوری و بین‌المللی در مجموع برندهٔ ۴ مدال نقره، ۱ مدال برنز شده‌است.